# Diallan
Diallan is een gemeente (commune) in de regio Kayes in Mali. De gemeente telt 14.700 inwoners (2009).